# Jahnsgrün (Hartmannsdorf)
Jahnsgrün ist eine wiederbesiedelte Wüstung auf der Flur der Gemeinde Hartmannsdorf im Landkreis Zwickau.

## Geographische Lage

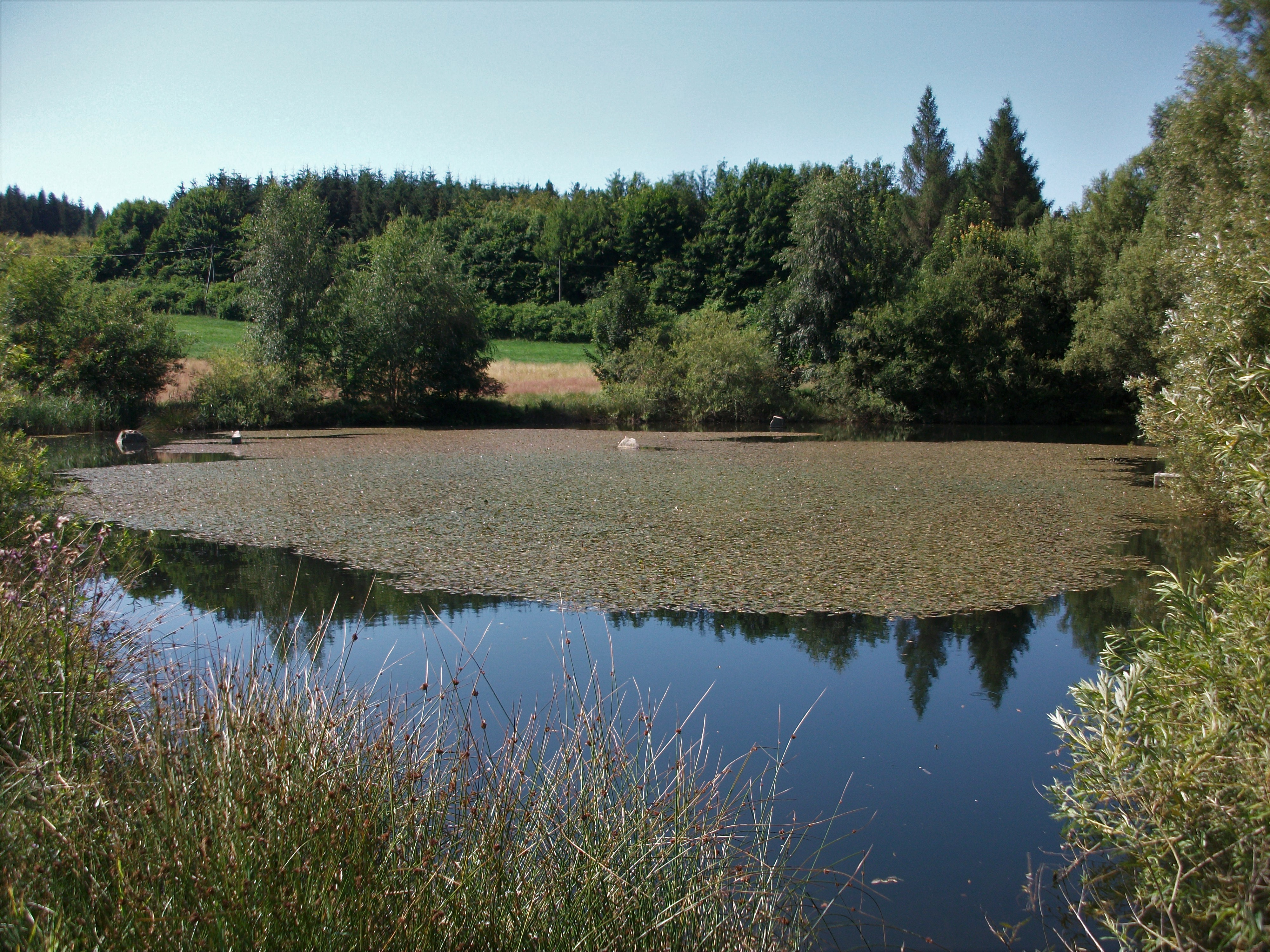
Teich in Jahnsgrün

Jahnsgrün liegt im Hartmannsdorfer Forst in der Nähe des Wettiner Platzes an der Torfstraße, welche von Hartmannsdorf nach Hundshübel führt. Die beiden bestehenden Häuser der Wüstung sind seit Anfang der 2000er Jahre wieder bewohnt. Zu Jahnsgrün gehören im weiteren Sinne das Torfmeisterhaus am Rande des Hochmoores Jahnsgrün, ein Forsthaus im Hartmannsdorfer Forst und eine als Gestüt genutzte, ehemals militärische Anlage am Sonnenbergweg in Richtung Lindenau.

## Geschichte

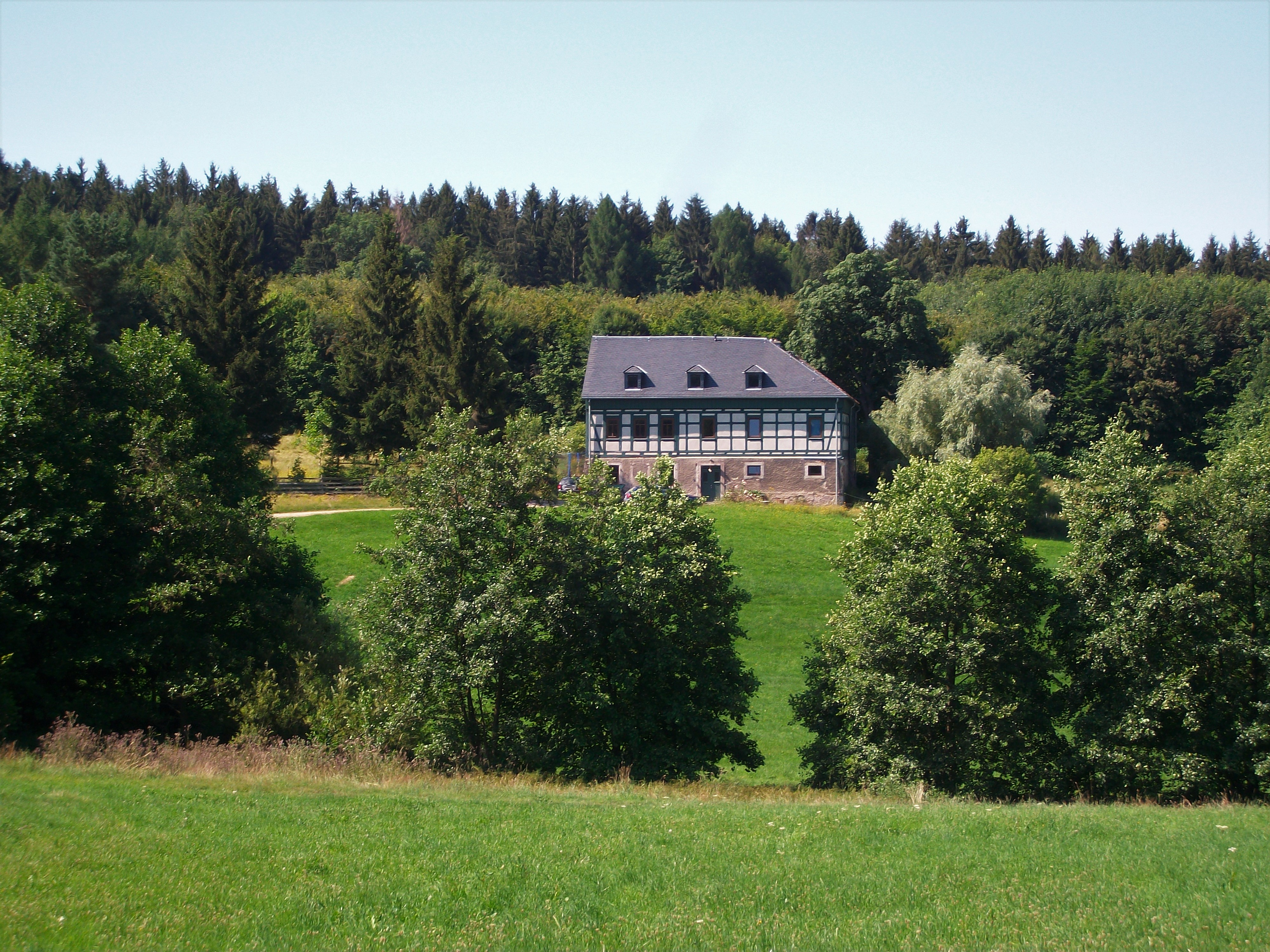
Fachwerkhaus in Jahnsgrün

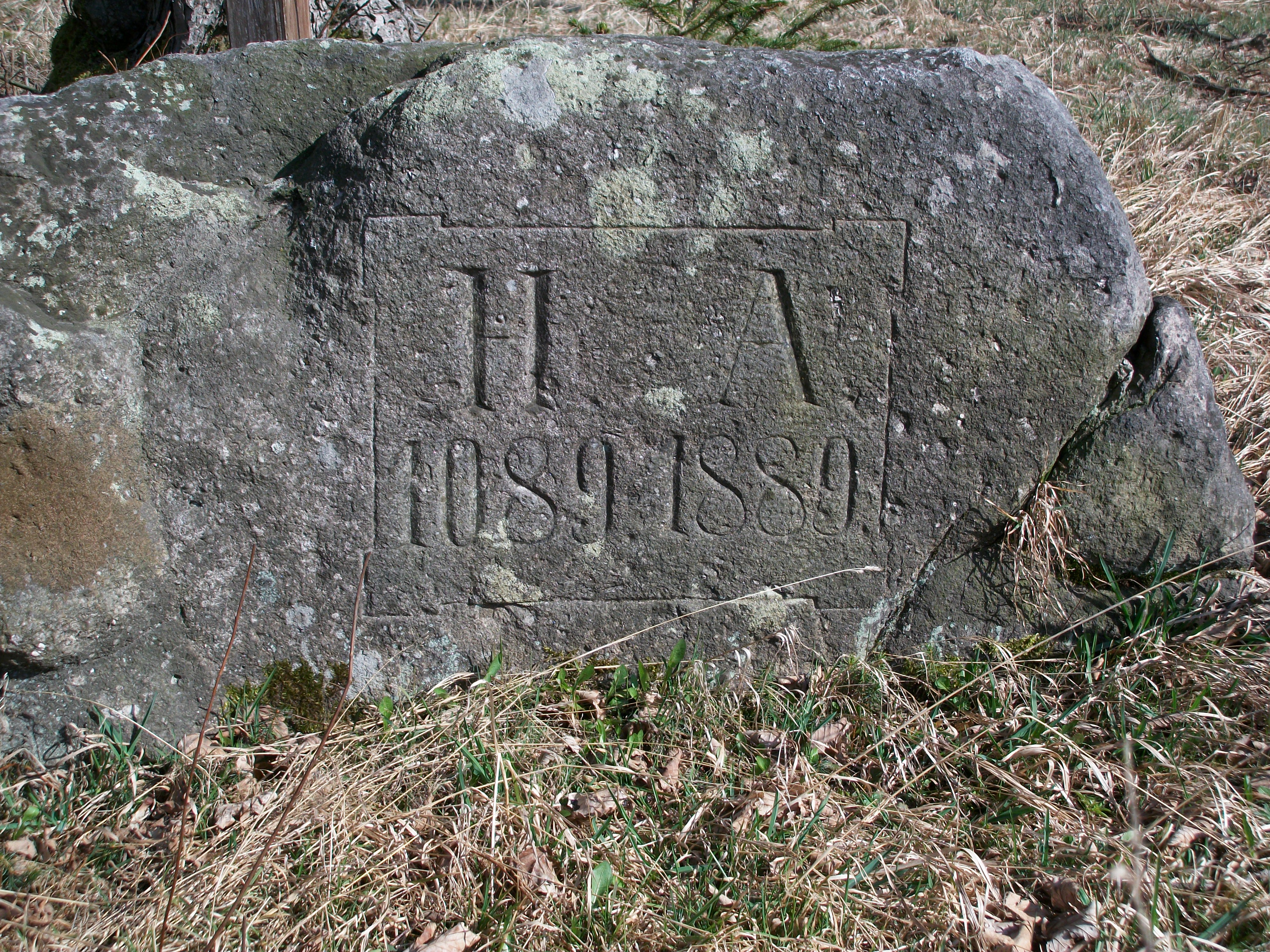
Stein am Wettiner Platz

Der Ort war vermutlich eine Siedlung mit eigener Kapelle. Jahnsgrün gehörte politisch und kirchlich immer zu Hartmannsdorf bei Kirchberg. Die jetzige Wüstung Jahnsgrün lag im Hartmannsdorfer Forst, dem Herrschaftswald der Herrschaft Wiesenburg. Bereits um 1464 wurde Jahnsgrün als Wüstung bezeichnet. 1959 wurden bei Grabungen Scherben, Eisenteile, Holzkohle und Spinnwirtel gefunden, welche auf eine ältere Besiedelung schließen lassen.

## Sehenswürdigkeiten
- Bienenlehrpfad Jahnsgrün

## Natur
Zu Jahnsgrün gehört das ehemalige Hochmoor Jahnsgrün, in welchem später Torf abgebaut wurde.